# الکساندر مندی (بازیکن فوتبال، زاده ۱۹۹۴)
الکساندر مندی (انگلیسی: Alexandre Mendy؛ زادهٔ ۲۰ مارس ۱۹۹۴) بازیکن فوتبال اهل فرانسه است که در پست مهاجم بازی می‌کند.
از باشگاه‌هایی که در آن بازی کرده‌است می‌توان به باشگاه فوتبال استراسبورگ، باشگاه فوتبال نیس، و باشگاه فوتبال نیم المپیک اشاره کرد.
وی همچنین در تیم ملی فوتبال گینه بیسائو بازی کرده‌است.